# Alya Nurshabrina
Alya Nurshabrina Samadikun (née le 21 janvier 1996) est un mannequin indonésienne. Elle a remporté le titre de Miss Indonésie 2018.